# Wilson Palacios
Wilson Roberto Palacios Suazo (1984. július 29. –) hondurasi labdarúgó, aki középpályás poszton játszik.

## Pályafutása

### Anglia
2007 tavaszán a Birmingham Citynél volt kölcsönben.
2008 telén szerződtette a Wigan Athletic.
2009 telén 12 millió fontért vásárolta meg a Tottenham Hotspur.
2011 nyarán igazolt a Stoke Citybe.

### Elismerések

#### Csapatban
CD Olimpia
- Liga Nacional de Fútbol de Honduras: 2002–03 Apertura, 2003–04 Clausura, 2004–05 Clausura, 2005–06 Apertura, 2005–06 Clausura

#### Egyéni
Tottenham Hotspur FC
- Év játékosa: 2009–10

### Statisztikái
| Csapat            | Évad             | Bajnokság        | Liga    | Liga  | FA Kupa | FA Kupa | Angol Ligakupa | Angol Ligakupa | Európa  | Európa | Összesen | Összesen |
| Csapat            | Évad             | Bajnokság        | Meccsek | Gólok | Meccsek | Gólok   | Meccsek        | Gólok          | Meccsek | Gólok  | Meccsek  | Gólok    |
| ----------------- | ---------------- | ---------------- | ------- | ----- | ------- | ------- | -------------- | -------------- | ------- | ------ | -------- | -------- |
| Birmingham City   | 2007–08          | Premier League   | 7       | 0     | 0       | 0       | 0              | 0              | –       | –      | 7        | 0        |
| Birmingham City   | Összesen         | Összesen         | 7       | 0     | 0       | 0       | 0              | 0              | 0       | 0      | 7        | 0        |
| Wigan Athletic    | 2007–08          | Premier League   | 16      | 0     | 1       | 0       | 0              | 0              | –       | –      | 17       | 0        |
| Wigan Athletic    | 2008–09          | Premier League   | 21      | 0     | 1       | 0       | 2              | 0              | –       | –      | 24       | 0        |
| Wigan Athletic    | Összesen         | Összesen         | 37      | 0     | 2       | 0       | 2              | 0              | 0       | 0      | 41       | 0        |
| Tottenham Hotspur | 2008–09          | Premier League   | 11      | 0     | 0       | 0       | 0              | 0              | 1       | 0      | 12       | 0        |
| Tottenham Hotspur | 2009–10          | Premier League   | 33      | 1     | 7       | 0       | 3              | 0              | –       | –      | 43       | 1        |
| Tottenham Hotspur | 2010–11          | Premier League   | 21      | 0     | 1       | 0       | 1              | 0              | 8       | 0      | 31       | 0        |
| Tottenham Hotspur | Összesen         | Összesen         | 65      | 1     | 8       | 0       | 4              | 0              | 9       | 0      | 86       | 1        |
| Stoke City        | 2011–12          | Premier League   | 18      | 0     | 1       | 0       | 1              | 0              | 8       | 0      | 28       | 0        |
| Stoke City        | 2012–13          | Premier League   | 4       | 0     | 0       | 0       | 0              | 0              | –       | –      | 4        | 0        |
| Stoke City        | Összesen         | Összesen         | 22      | 0     | 1       | 0       | 1              | 0              | 8       | 0      | 32       | 0        |
| Karrier összesen  | Karrier összesen | Karrier összesen | 131     | 1     | 11      | 0       | 7              | 0              | 17      | 0      | 166      | 1        |

## Fordítás
- Ez a szócikk részben vagy egészben  a   Wilson Palacios című angol Wikipédia-szócikk fordításán alapul.  Az eredeti cikk szerkesztőit annak laptörténete sorolja fel. Ez a jelzés csupán a megfogalmazás eredetét és a szerzői jogokat jelzi, nem szolgál a cikkben szereplő információk forrásmegjelöléseként.